# Frederico dos Santos
Frederico Castro Roque dos Santos, född 14 augusti 1979), känd som Freddy, är en fotbollsspelare från Angola som spelar för det cypriotiska fotbollslaget AC Omonia. Freddy blev den bästa målgöraren på Cypern under 2011–12 säsongen med sina 17 mål.